# Machaerium lunatum
Machaerium lunatum là một loài thực vật có hoa trong họ Đậu. Loài này được (L.f.) Ducke miêu tả khoa học đầu tiên.